# Shirley Brown
Shirley Brown (West Memphis, 6 gennaio 1947) è una cantante statunitense.

## Biografia
Shirley Brown è cresciuta a Madison e ha iniziato a cantare nel coro della chiesa all'età di nove anni. Pochi anni più tardi è stata scoperta da Albert King, che l'ha arruolata nella sua band per nove anni. Nel 1974 ha trovato successo con Woman to Woman, pubblicato dalla Stax Records, che raggiunge la vetta della classifica R&B statunitense stilata da Billboard e riceve una candidatura ai Grammy Award.
Il singolo rappresenta l'ultimo grande successo dell'etichetta, poco prima della sua chiusura. La Brown firma dapprima con la Arista Records e infine con la Malaco, con la quale resta per oltre due decenni.

## Discografia

### Album in studio
- 1974 – Woman to Woman
- 1977 – Shirley Brown
- 1979 – For the Real Feeling
- 1984 – Intimate Storm
- 1989 – Fire & Ice
- 1991 – Timeless
- 1993 – Joy and Pain
- 1995 – Diva of Soul
- 1997 – The Soul of a Woman
- 1998 – Three Way Love Affair
- 2000 – Holding My Own
- 2004 – Woman Enough
- 2009 – Unleashed

### Singoli
- 1974 – Woman to Woman
- 1975 – It Ain't No Fun
- 1977 – Blessed Is the Woman (with a Man like Mine)
- 1977 – I Need Somebody to Love Me
- 1978 – I Can't Move No Mountains
- 1979 – After a Night like This
- 1980 – You've Got to Like What You Do
- 1984 – This Used to Be Your House
- 1984 – I Don't Play That
- 1985 – Boyfriend
- 1989 – Ain't Nothin' like the Lovin' We Got
- 1995 – You Ain't Woman Enough (to Take My Man)

## Riconoscimenti
- Grammy Awards
  - 1975 – Candidatura alla Miglior interpretazione vocale R&B femminile per Woman to Woman[4]